# Fortolkningsfællesskab
Fortolkningsfællesskaber (en. Interpretive communities) er et teoretisk begreb, der anvendes inden for den litteraturvidenskabelige tilgang kendt som receptionsæstetikken, der på engelsk ofte går under betegnelsen reader-response criticism. Det er blandt andet blevet anvendt 1976 af den amerikanske litteraturkritiker Stanley Fish. Idéen er, at en tekst ikke giver mening uden for et fællesskab, der har et sæt af fælles kulturelle normer: "teksten bidrager med ordene, fællesskabet med meningen". Den kulturelle sammenhæng inkluderer ofte forfatterens hensigt, men er dog ikke begrænset hertil. Ifølge Fish fortolker man tekster, fordi man er en del af et fortolkende fællesskab, som giver en særlig måde at læse en tekst på. Han hævder, at man ikke kan vide om en person er en del af et specifikt fortolkende fællesskab eller ej, fordi enhver kommunikation om en sådan afklaring selv skulle fortolkes. Og det betyder, at fordi det er svært eller umuligt at undslippe netop dét fortolkende fællesskab man er en del af, er det også svært at bestemme dets grænser. Ideen har været meget indflydelsesrig inden for læserorienteret litteraturteori, selv om den også har været meget kontroversiel. Fishs opfattelse har ofte været fortolket som værende relativistisk: "ord har ingen betydning," skønt det ikke er hvad Fish mener. Tværtimod er han en varm fortaler for sine egne læsninger af forskellige tekster. Han vil snarere påpege at læsning af tekster er kulturelt betinget eller konstrueret.